# Pauline Hammarlund
Pauline Louise Hammarlund (nacida el 7 de mayo de 1994) es una futbolista sueca que juega de delantera para el Kopparbergs/Göteborg FC en el Damallsvenskan. Jugó anteriormente para Linköpings FC y Piteå IF.

## Carrera
Pauline Hammarlund se apasionó por el fútbol desde una edad temprana y decidió unirse al Skogås-Trångsunds FF, un club de fútbol con sede en el distrito de Gryningsvägen, en Spånga, una ciudad en los suburbios de Estocolmo.
Destacándose durante su carrera juvenil, fue notada por los observadores de Tyresö, recién ascendido al Damallsvenskan, quienes, buscando fortalecer su plantel en ofensiva para competir en el nivel más alto del campeonato nacional, le ofrecen la oportunidad de vestir su camiseta para la temporada 2010. Permaneció tres temporadas, alzándose con su primer título nacional en la última (2012). Se despidió del Tyresö tras haber disputado 25 partidos de liga.
Al final de la temporada decidió trasladarse a Linköpings. Con el club de Linköping permaneció sólo una temporada, ayudando a conquistar el tercer puesto en el Damallsvenskan y despidiéndose con 2 goles en 18 partidos de liga.
En el invierno firmó un acuerdo de dos años con Piteå. En su primera temporada terminaron novenas, evitando el descenso. En la siguiente consiguieron un tercer puesto, al que contribuyó con 16 goles. Quedó tercera en la tabla de goleadoras del torneo, después de la camerunesa Gaëlle Enganamouit (18) y la danesa Pernille Harder (17). Al final del contrato se despidió con 17 goles en 41 partidos.
En octubre de 2015, durante el mercado de fichajes de invierno, declaró que había firmado un contrato con Kopparbergs/Göteborg para la próxima temporada, con opción para 2017.

## Carrera internacional
Fue convocada por la Federación Sueca de Fútbol (Svenska Fotbollförbundet - SvFF) para las selecciones juveniles desde 2010, donde jugó por primera vez con la selección sub-17, antes de pasar a la sub-19 con la que debutó en una competición oficial de la UEFA el 17 de septiembre de 2011, en una victoria 7-0 frente a Serbia por la primera fase de la clasificación a la Eurocopa sub-19 de 2012. El equipo demostró ser competitivo, logrando llegar a la final, convirtiéndose en campeón de Europa en Turquía, venciendo a los oponentes de España en la final. Más allá de los límites de edad, sigue estando incluida en el equipo Sub-23.
Gracias a las actuaciones ofrecidas, en 2015 fue convocada con la selección absoluta por Pia Sundhage para disputar las eliminatorias para la Eurocopa 2017. Hizo su debut para el equipo mayor de Suecia el 17 de septiembre de 2015 en un 3–0 sobre Moldavia. En ese partido anotó su primer gol internacional.
En 2016 fue convocada nuevamente para representar a Suecia en Río 2016. Durante el torneo jugó la fase de grupos, el triunfo en cuartos de final sobre las campeonas del mundo, Estados Unidos, y el de semifinales sobre Brasil, definido por penales luego de que el tiempo reglamentario terminara 0-0. En la final no pudieron vencer a Alemania, perdiendo el partido por 2-0, pero aun así consiguieron la primera medalla de plata olímpica para el fútbol femenino sueco.

### Goles internacionales
| Lista de goles | Lista de goles | Lista de goles     | Lista de goles | Lista de goles    | Lista de goles  | Lista de goles                      |
| #              | Fecha          | Ubicación          | Adversario     | Resultado parcial | Resultado final | Competición                         |
| -------------- | -------------- | ------------------ | -------------- | ----------------- | --------------- | ----------------------------------- |
| 1              | 2015-09-17     | Orhei, Moldavia    | Moldavia       | 3-0               | 3-0             | Clasificación para la Eurocopa 2017 |
| 2              | 2016-01-26     | Gotemburgo, Suecia | Escocia        | 5-0               | 6-0             | Partido amistoso                    |
| 3              | 2016-01-26     | Gotemburgo, Suecia | Escocia        | 6-0               | 6-0             | Partido amistoso                    |
| 4              | 2020-10-22     | Gotemburgo, Suecia | Letonia        | 5-0               | 7-0             | Clasificación para la Eurocopa 2021 |
| 5              | 2020-10-22     | Gotemburgo, Suecia | Letonia        | 6-0               | 7-0             | Clasificación para la Eurocopa 2021 |